# Prognichthys gibbifrons
Prognichthys gibbifrons är en fiskart som först beskrevs av Valenciennes, 1847.  Prognichthys gibbifrons ingår i släktet Prognichthys och familjen Exocoetidae. Inga underarter finns listade i Catalogue of Life.